# Цуко итиран
«Цуко итиран» (яп. 通航一覧 Цу:ко: итиран) — свод записей о заходе в воды Японии иностранных кораблей.

## История создания
Составление свода было поручено специалистам архивного отдела Академии Сёхэйдзака — одиннадцати сотрудникам во главе с Миядзаки Дзиро. Работа осуществлялась в период с 1850 по 1853 год (по некоторым данным, до 1854 года). После её завершения собранные материалы были переданы в т. н. «Книгохранилище на горе японского клёна» — личную сёгунскую библиотеку. Изначальный объём «Цуко итиран» неизвестен; сохранились 322 основных тетради и 22 тетради с приложениями. В печатном виде свод записей составил 8 томов.

## Содержание
«Цуко итиран» содержит в себе материалы двух видов: информацию о контактах по государствам (Китай, Корея, Россия и др.) и выдержки документов, связанных с торговлей с иностранцами в Нагасаки. В приложении содержатся материалы по вопросам обороны берега и артиллерийского искусства.